# Perruche des Seychelles
Psittacula wardi
Espèce
Statut de conservation UICN

 EX  : Éteint
La Perruche des Seychelles (Psittacula wardi) est une espèce d'oiseaux de la famille des Psittacidae.
Elle n'était connue que des îles de Mahé et de Silhouette dans l'archipel des Seychelles. Rare au moment de sa description, le dernier spécimen capturé date de 1881. Les derniers spécimens captifs s'éteignirent deux ans plus tard. Les raisons de sa disparition sont la destruction de son habitat et la chasse. On estime que dix spécimens sont actuellement conservés dans des muséums à travers le monde.